# Δ
Δ, δ（デルタ、ギリシア語: δέλτα、ギリシア語ラテン翻字: delta）は、ギリシア文字の第4字母。数価は4。音価は古代ギリシア語では/d/、現代語では/ð/。ラテンアルファベットのD、キリル文字のДはこの文字を起源とする。

## 起源
フェニキア文字 𐤃 （ダレト）に由来する。

## 記号としての用法
- 大文字の「Δ」は、
  - 素粒子物理学でアイソスピンが3⁄2、ストレンジネスが0のバリオン: デルタ粒子を表す。
  - その字形より、三角形を表す。「デルタ翼」「デルタ線（鉄道）」
    - 河川の影響などで三角形になった土地。デルタ地帯。
    - 記号の△の代わりに使用される。
    - 女性の下腹部、へそを通る水平線と両脚の付け根の線から構成される逆三角形部分の俗称。デルタゾーン。
    - 電気において、結線方法の一種（Δ結線）。三相交流の項を参照。

  - 数学で、多項式の判別式を表す。
  - 数学で、変数の前に付いて、その変数の（微小な）増分を表す。また差分法における差分作用素。
  - 数学でラプラス作用素を表す。
  - 数学や物理学において、（微小な）差 (differential) を表す。 例えば Δt で時間差を表す。 また変分法における変分作用素を表す。
  - 化学で、反応式中において加熱を表す。
- 小文字の「δ」は、
  - 数学で ε に次ぎ、微小な数をあらわすのに用いられることがある（ε-δ論法における δ など）。
  - 数学で、クロネッカーのデルタ：
{\displaystyle \delta _{ij}={\begin{cases}1&(i=j)\\0&(i\neq j)\end{cases}}.}
  - 数学で、ディラックの δ 関数を表す。
  - 熱力学で非保存量の微小変化を表す（微分と区別するため）。
  - デルタ線 (放射線)
  - 欧米の校正記号で削除 (delete) を表す記号はδの変形である。

## 符号位置
| 大文字 | Unicode | JIS X 0213 | 文字参照               | 小文字 | Unicode | JIS X 0213 | 文字参照               | 備考 |
| ------ | ------- | ---------- | ---------------------- | ------ | ------- | ---------- | ---------------------- | ---- |
| Δ      | U+0394  | 1-6-4      | &Delta; &#x394; &#916; | δ      | U+03B4  | 1-6-36     | &delta; &#x3B4; &#948; |      |

| 記号 | Unicode | JIS X 0213 | 文字参照         | 名称      | 備考                                                 |
| ---- | ------- | ---------- | ---------------- | --------- | ---------------------------------------------------- |
| ∆    | U+2206  | -          | &#x2206; &#8710; | INCREMENT | 数学における増分・対称差・ラプラス演算子を意味する。 |

| 大文字 | Unicode | JIS X 0213 | 文字参照            | 小文字 | Unicode | JIS X 0213 | 文字参照            | 備考         |
| ------ | ------- | ---------- | ------------------- | ------ | ------- | ---------- | ------------------- | ------------ |
| 𝚫      | U+1D6AB | -          | &#x1D6AB; &#120491; | 𝛅      | U+1D6C5 | -          | &#x1D6C5; &#120517; | ボールド体   |
| 𝝙      | U+1D759 | -          | &#x1D759; &#120665; | 𝝳      | U+1D773 | -          | &#x1D773; &#120691; | サンセリフ体 |